# 第一上托克马克
47°12′25″N 36°18′33″E / 47.20694°N 36.30917°E
第一上托克馬克（烏克蘭語：Верхній Токмак Перший）是位於烏克蘭東南部的乡村居民点，由扎波羅熱州別爾江斯克區的切爾尼希夫卡市鎮負責管轄。該村處於瑟瑟庫拉克河左岸，始建於1898年，面積0.21平方公里，海拔高度204米，2001年人口414。